# Füzérradvány
Füzérradvány ist eine Gemeinde im Komitat Borsod-Abaúj-Zemplén.

## Geografische Lage
Füzérradvány liegt im Norden Ungarns, 89 Kilometer vom Komitatssitz Miskolc entfernt. Nachbargemeinden sind Bózsva 5 km und Filkeháza 4 km. Die nächste Stadt Pálháza ist 2 km von Füzérradvány entfernt.

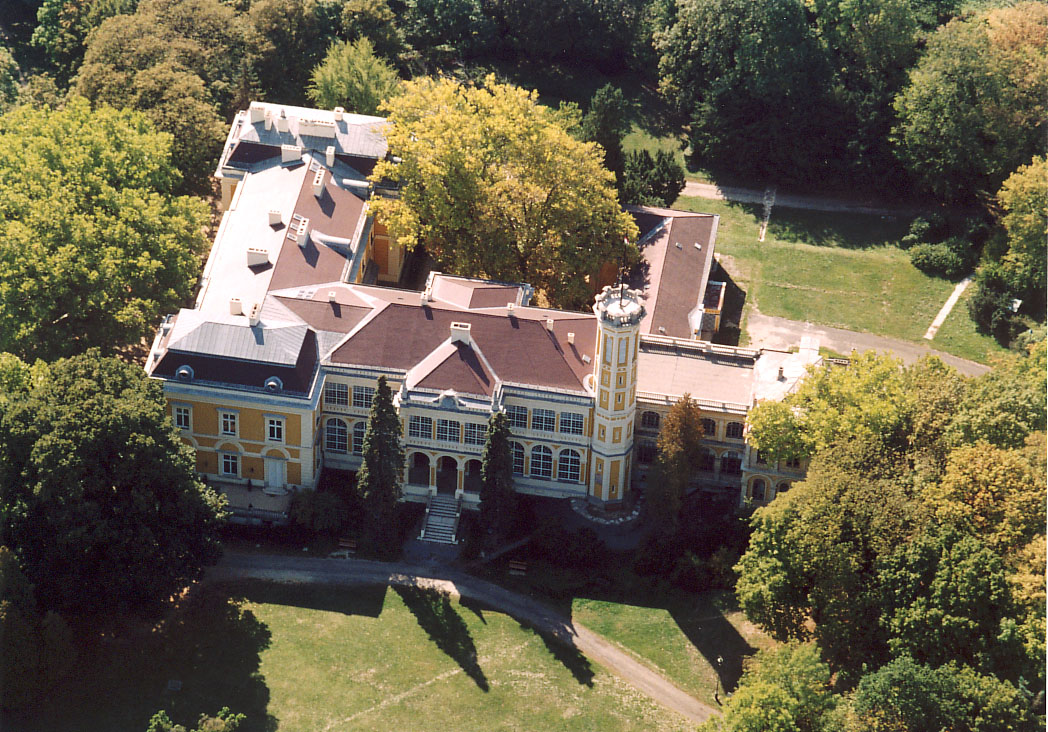
Füzérradvány, Károlyi-kastély
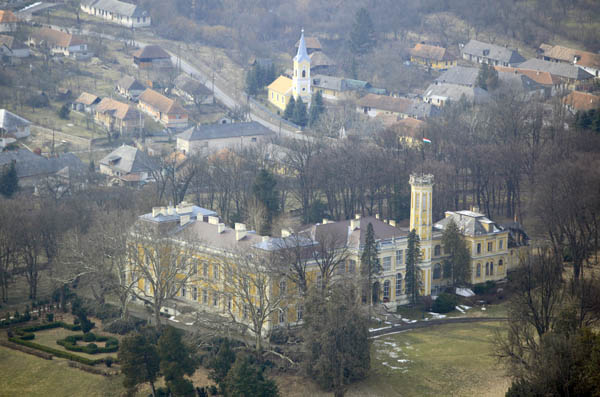
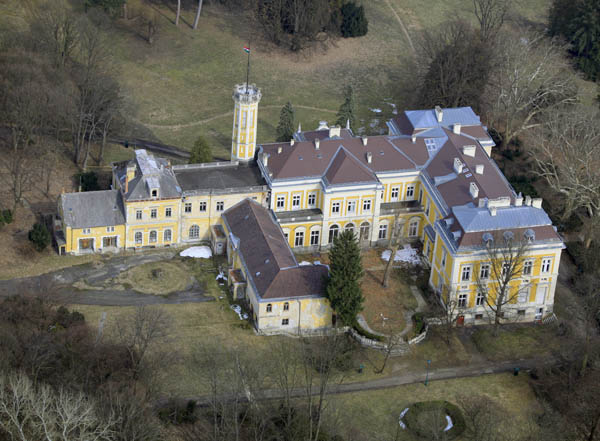
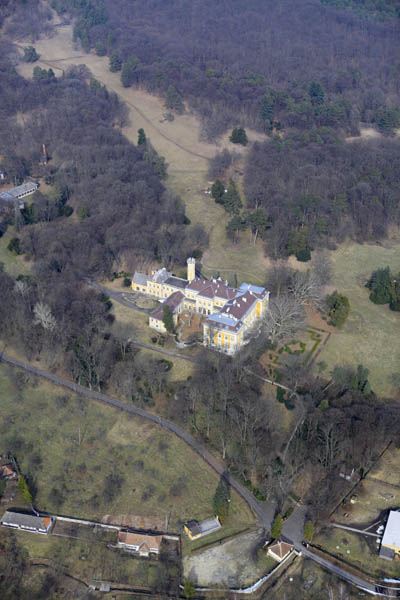

## Weblinks

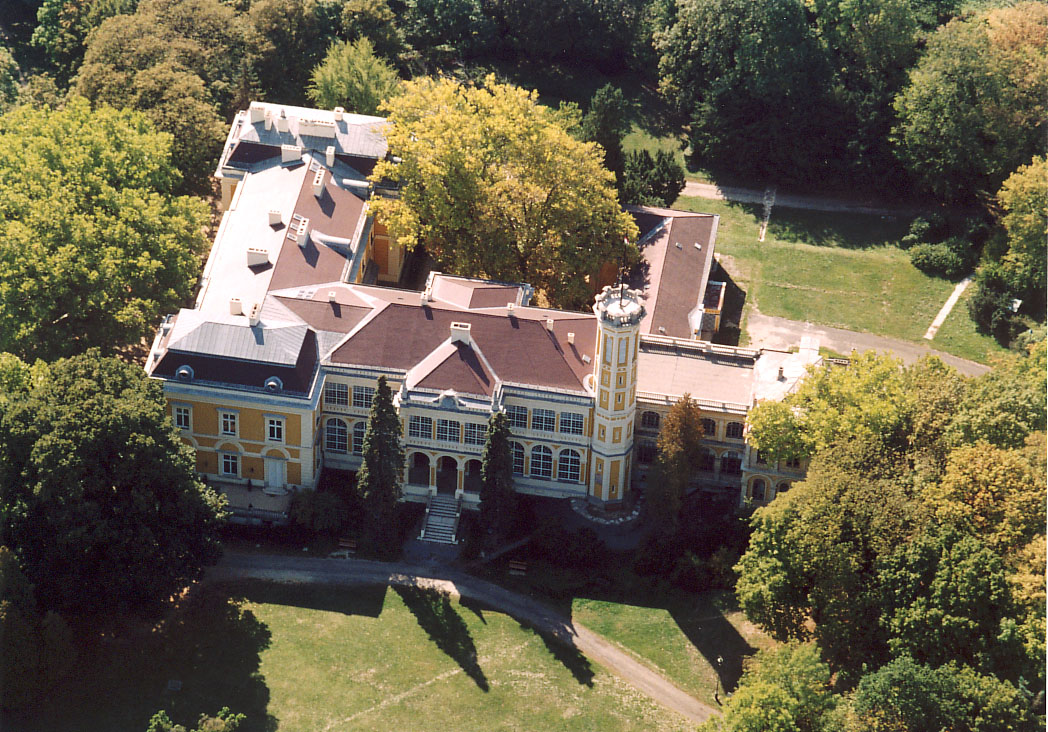
Luftaufnahme: Füzérradvány – Palast Károlyi